# Ilva Mare
Ilva Mare é uma comuna romena localizada no distrito de Bistrița-Năsăud, na região histórica da Transilvânia. A comuna possui uma área de 35.14 km² e sua população era de 2593 habitantes segundo o censo de 2007.